# Kim Smith
Kimberley Ann Smith, coniugata Gaucher, detta Kim (Surrey, 7 maggio 1984), è una cestista canadese, professionista nella WNBA.

## Carriera
È stata selezionata dalle Sacramento Monarchs al primo giro del Draft WNBA 2006 (13ª scelta assoluta).
Con il Canada ha disputato tre edizioni dei Giochi olimpici (Londra 2012, Rio de Janeiro 2016, Tokyo 2020), quattro dei Campionati mondiali (2006, 2010, 2014, 2018) e nove dei Campionati americani (2001, 2003, 2005, 2007, 2009, 2011, 2013, 2015, 2019).